# R+S Group
R+S Group GmbH ist ein Unternehmen der Versorgungstechnik, Handel und Personaldienstleistungen mit Hauptsitz in Fulda.

## Geschichte
Das Unternehmen R+S wurde 1988 als Elektrohandwerksbetrieb Röhner & Seban GmbH von Markus Röhner und Dieter Seban in Fulda gegründet. 2007 erfolgte die Umwandlung in R+S solutions Holding AG. Im Oktober 2021 erfolgte ein Rechtsformwechsel, sodass der Firmenname nun R+S Group GmbH lautet. Vorsitzender der Geschäftsführung ist Ralph Burkhardt.
Dieter Seban verließ das Unternehmen im Jahr 2008 und Markus Röhner im Jahr 2018.
Mit bis zu 3000 Mitarbeitenden in der Spitze erwirtschaftete die R+S Group im Geschäftsjahr 2021 nach eigenen Angaben rund 360 Millionen EUR. Am 17. Juli 2023 erfolgte die Vertragsunterzeichnung zur 100-prozentigen Übernahme der R+S Group durch die NOKERA AG.
Niederlassungen sowie Tochterunternehmen bestehen in Darmstadt, Erfurt, Fulda, Frankfurt, Mainz, Maintal, Gießen, Kleinheubach, Lübeck, Rostock, Mannheim, Nürnberg, Remscheid, Bad Salzungen, Leipzig, Dresden, Berlin, Bremen, München, Hamburg, Kaltenkirchen, Kassel, Kiel, Stuttgart. Insgesamt sind es mittlerweile 26 Tochtergesellschaften bzw. Niederlassungen.
Im Februar 2022 begann vor dem Landgericht Fulda ein Prozess gegen einen Firmengründer und ehemaligen Vorstandsvorsitzenden und einen ehemaligen Finanzvorstand wegen Bilanzfälschung. Dadurch sei der Firma ein Schaden von 8 Millionen Euro entstanden.

## Kritik
In die Kritik geriet R+S 2009, weil sie ihr ehemaliges Hauptgebäude „Am Kreuzacker 2“ in Eichenzell an ein deutschlandweit in die Schlagzeilen geratenes Bordell vermietet hat. Für die Politiker sei das Etablissement zwei Jahre nach seiner Eröffnung jedoch „kein Thema mehr“, so berichtete das Onlineportal osthessen-news.de 2011.